# Kaba Ma Kyei
Kaba Ma Kyei (We zullen altijd van Birma houden) is het volkslied van Myanmar (voorheen Birma). In de officiële versie van het volkslied zou nog altijd naar Birma (Bma) worden verwezen, hoewel in 1989 de naam van het land in Myanmar (Mymar) is gewijzigd.
De melodie en de tekst is geschreven door Saya Tin en is sinds 1947 het nationale volkslied.
De buiging die de zangers gewoonlijk aan het einde van het zingen van het volkslied maken, vormt een bijzonder ceremonieel onderdeel.

## Tekst

### Birmese tekst
Gaba majay Bma pyay
Do bo bwa a mway sit mo chit myatno bey.
Byi daung su go athet pay loo do ka kwe malay.
Da do byay da do myay do paing dae myay.
Do byay do myay a gyo go nyinya zwa do da dway.
Tan saung ba so lay do dawin bay apo dan myay.

### Nederlandse vertaling
Tot het eind van de wereld zullen we van Birma houden.

Omdat het het land van ons voorouders is, 

zullen we altijd van Birma houden.

We vechten en geven ons leven voor onze eenheid.

Voor haar rijkdom nemen we vol verantwoordelijkheid de taak op onze schouders.

Als één man staan we paraat om ons waardevolle land te beschermen.

Onafhankelijke staten: Afghanistan · Armenië · Azerbeidzjan · Bahrein · Bangladesh · Bhutan · Brunei · Cambodja · China · Cyprus · Filipijnen · Georgië · India · Indonesië · Irak · Iran · Israël · Japan · Jemen · Jordanië · Kazachstan · Kirgizië · Koeweit · Laos · Libanon · Maldiven · Maleisië · Mongolië · Myanmar · Nepal · Noord-Korea · Oezbekistan · Oman · Oost-Timor · Pakistan · Qatar · Rusland · Saoedi-Arabië · Singapore · Sri Lanka · Syrië · Tadzjikistan · Thailand · Turkije · Turkmenistan · Verenigde Arabische Emiraten · Vietnam · Zuid-Korea
Niet algemeen erkende landen: Abchazië · Nagorno-Karabach · Palestina · Taiwan · Turkse Republiek Noord-Cyprus · Zuid-Ossetië